# Гилфойл, Пол (актёр, 1902)
Пол Гилфойл (англ. Paul Guilfoyle; 14 июля 1902 года — 27 июня 1961 года) — американский актёр театра, кино и телевидения, позднее ставший кино- и телережиссёром.
К числу наиболее известных фильмов с участием Гилфойла относятся «Воспитание крошки» (1938), «Беззаботная» (1938), «Гроздья гнева» (1940), «Запомни ночь» (1940), «Брат „Орхидея“» (1940), «Седьмой крест» (1944), «Это случилось завтра» (1944), «Белое каление» (1949), «Могучий Джо Янг» (1949) и «Юлий Цезарь» (1953).

## Ранние годы и театральная карьера
Пол Гилфойл родился 14 июля 1902 года в Джерси-Сити, Нью-Джерси. Он начал свою карьеру на сцене, и с 1923 по 1935 год был заметной фигурой бродвейского театра, часто играя в мюзиклах и комедиях.
В этот период Гилфойл сыграл на Бродвее в спектаклях «Весёлый Роджер» (1923), «Сирано де Бержерак» (1923—1924), «Отелло» (1925), «Зелёная шляпа» (1925—1926), «Места в ложе» (1928), «Бунт» (1928), «Цеппелин» (1929), «Зал аттракционов» (1930), «Этот самый человек» (1930), «Привилегированный вагон» (1931), «Шесть персонажей в поисках автора» (1931), «Сталь» (1931), «Марафон» (1933), «Ночной рейс» (1933), «Дайте нам этот день» (1933) и «Партизан из Миссури» (1934). В 1935 году Гилфойл навсегда покинул Бродвей и перешёл в кинематограф.

## Карьера в кинематографе
Перебравшись в Голливуд в 1935 году, Гилфойл сыграл в первый же год в пяти фильмах, наиболее значимыми среди которых были криминальная драма «Специальный агент» (1935) с Бетт Дейвис и Джорджем Брентом и фильм ужасов «Преступление доктора Креспи» (1935) с Эриком фон Штрогеймом. Год спустя среди шести фильмов Гилфойла самым заметным стала криминальная мелодрама «Зима на пороге» (1936), где у него была важная роль участника убийства, которого преследует полиция. В 1937 году актёр появился в 14 фильмах, большинство из которых были малобюджетными картинами категории В, среди которых историческая мелодрама «Солдат и леди» (1937), мелодрама с Честером Моррисом «Бегство от славы» (1937) и детективная комедия «Суперсыщик» (1937).
В 1938 году у Гилфойла были эпизодические роли в популярной комедии «Воспитание крошки» (1938) с Кэри Грантом и Кэтрин Хепбёрн, а также в мюзикле «Беззаботная» (1938) с Фредом Астером и Джинджер Роджерс. Более существенную роль он получил в криминальной комедии «Сумасшедшая мисс Ментон» (1938) с Барбарой Стенвик и Генри Фондой. Остальные из 16 его фильмов этого года были более скромными картинами категории В, среди них наиболее заметной были детектив с Луисом Хэйуордом «Святой в Нью-Йорке» (1938), приключенческая мелодрама «Опороченный ангел» (1938) и романтическая комедия с Джоан Фонтейн «Выходной у служанки» (1938). В 1939 году Гилфойл появился в десяти фильмах категории В, среди которых «Защитник из общества» (1939) с Уолтером Пиджоном и Вирджинией Брюс, а также приключенческий экшн «Тихоокеанский лайнер» (1939) с Виктором Маклагленом и Честером Моррисом.
В 1940 году у Гилфойла было девять фильмов, включая такие значительные, как драма по роману Джона Стейнбека «Гроздья гнева» (1940) с Генри Фондой, романтическая комедия «Запомни ночь» (1940) со Стенвик и Фредом Макмюрреем, криминальная комедия «Брат «Орхидея»» (1940) с Эдвардом Г. Робинсоном и Хамфри Богартом, а также эпизодическая роль в исторической мелодраме «Линкольн в Иллинойсе» (1940) с Рэймондом Мэсси. Среди фильмов категории В у Гилфойла было две криминальных мелодрамы про детектива-любителя по прозвищу Святой (его сыграл Джордж Сэндерс) — «Святой берётся за дело»(1940) и «Святой в Палм-Спрингс» (1941).
В 1942 году Гилфойл сыграл небольшую роль в фильме нуар «Время убивать» (1942) с Ллойдом Ноланом в роли частного детектива, а в 1943 году его самой заметной картиной стала военная мелодрама «Северная звезда» (1943) с Энн Бакстер и Дэной Эндрюсом. Ещё год спустя у Гилфойла были роли в четырёх фильмах, среди которых военная драма «Седьмой крест» (1944) со Спенсером Трейси, комедия с Диком Пауэллом и Линдой Дарнелл «Это случилось завтра» (1944), а также фильм нуар «Метка Свистуна» (1944) с Ричардом Диксом и Дженис Картер, где у него была заметная роль второго плана. В 1945 году в хоррор-комедии «Пропавший труп» (1945) Гилфойл был газетным издателем, которого убивают в первой части фильма, а в 1946 году сыграл в вестерне с Джоэлом Маккри «Вирджинец» (1946). Год спустя у него была небольшая роль погонщика верблюдов в фэнтези-мелодраме «Синдбад-мореход» (1947) с Дугласом Фербенксом-младшим и Морин О’Харой, роль мафиозного киллера в фильме нуар «Розы красные» (1947), а также существенная роль второго плана в детективе «Дело Миллерсона» (1947).
В 1949 году Гилфойл появился в восьми фильмах, включая приключенческую ленту «Могучий Джо Янг» (1949), а также фильмы нуар «Женский секрет» (1949) с Морин О’Харой и Глорией Грэм, «Женщина на пирсе 13» (1949) с Робертом Райаном, где Гилфойл был провинившемся приспешником коммунистической партии, которого убивает его начальник (Томас Гомес), и «Следуй  за мной тихо» (1949). Однако более всего Гилфойл запомнился зрителю по роли в фильме нуар «Белое каление» (1949), где он был тюремным заключённым, который за деньги согласился убить другого заключённого, матёрого рецидивиста (Джеймс Кэгни), однако в итоге тот с ним жестоко и безжалостно расправился.
В начале 1950-х годов у Гилфойла были роли преимущественно в малозначимых фильмах категории В, наиболее заметным среди которых был фильм нуар «Мошенница» (1952) с Томом Конуэем и Хиллари Брук. В 1953 году Гилфойл сыграл роль второго плана в звёздной исторической драме «Юлий Цезарь» (1953) с Марлоном Брандо, а также в музыкальной мелодраме с Джоан Кроуфорд «Грустная песня» (1953)".
Среди последних актёрских работ Гилфойла на большом экране — вестерн Роберта Олдрича «Апач» (1954) с Бёртом Ланкастером в главной роли, фильм нуар Стенли Крамера «Не как чужой» (1955) с Фрэнком Синатрой, Робертом Митчемом и Оливией де Хэвилланд, политическая судебная драма «Суд» (1955) с Гленном Фордом, вестерн «Вождь Безумный конь» (1955) с Виктором Мэтьюром и приключенческий фильм «Мальчик и пираты» (1960) с Чарльзом Гербертом, который стал последней работой Гилфойла в кино.
Гилфойл также поставил как режиссёр такие фильмы категории В, как приключенческий триллер «Капитан Скарфейс» (1953), фильм нуар «Жизнь на кону» (1955) и мелодрама «Тесс из страны штормов» (1961).

## Карьера на телевидении
В период с 1952 по 1960 год Гилфойл сыграл в 24 эпизодах 17 различных телесериалов, среди которых «Отряд по борьбе с рэкетом» (1952), «Чайна Смит» (1952), «Неожиданное» (1952, 3 эпизода), «Космический патруль» (1952—1953, 2 эпизода), «Солдаты удачи» (1955), «Театр научной фантастики» (1956, 4 эпизода), «Морская охота» (1958—1959, 2 эпизода) и «Дымок из ствола» (1960).
Как режиссёр Гилфойл поставил 87 эпизодов 17 различных телесериалов, среди которых «Отряд по борьбе с рэкетом» (1952—1953, 3 эпизода), «Театр научной фантастики» (1955—1957, 15 эпизодов), «Дорожный патруль» (1955—1957, 9 эпизодов), «Доктор Кристиан» (1956—1957, 8 эпизодов), «Шериф Кошиза» (1956—1958, 14 эпизодов), «Официальный детектив» (1957—1958, 7 эпизодов), «Калифорнийцы» (1958, 5 эпизодов), «Маршал США» (1958—1959, 6 эпизодов) и «Представитель закона» (1959—1960, 3 эпизода).

## Актёрское амплуа и оценка творчества
Гилфойл был характерным актёром, который начинал на Бродвее с преимущественно комедийных ролей. В кино Гилфойл стал играть в основном отрицательные роли, часто «слабаков или преступников». Как отметил историк кино Хэл Эриксон, «его скрытные и вороватые черты лица делали его идеальным гангстерским приспешником или стукачом». В конце карьеры после двух десятилетий работы актёром Гилфойл ушёл в режиссуру, поставив несколько фильмов и эпизодов различных телесериалов.

## Личная жизнь
Вплоть до своей смерти в 1961 году Гилфойл был женат на актрисе Кэтлин Малквин, у пары родился один ребёнок, сын Энтони.

## Смерть
Пол Гилфойл умер 27 июня 1961 года в Голливуде от инфаркта в возрасте 59 лет. Актёр был обнаружен мёртвым в собственной квартире.

## Фильмография

### Актёр
| Год         |     | Русское название                    | Оригинальное название        | Роль                                                    |
| ----------- | --- | ----------------------------------- | ---------------------------- | ------------------------------------------------------- |
| 1932        | кор | Тореадор                            | The Toreador                 |                                                         |
| 1932        | кор | Детектив с черепом                  | The Skull Murder Mystery     | Пол Бек                                                 |
| 1935        | ф   | Специальный агент                   | Special Agent                | Уильямс                                                 |
| 1935        | ф   | Преступление доктора Креспи         | The Crime of Doctor Crespi   | доктор Джон Арнольд                                     |
| 1935        | ф   | Дело пропавшего человека            | Case of the Missing Man      | подручный Джо (в титрах не указан)                      |
| 1935        | ф   | Побег с острова Дьявола             | Escape from Devil's Island   | Тувье (в титрах не указан)                              |
| 1935        | ф   | Слишком крут, чтобы убивать         | Too Tough to Kill            | репортёр (в титрах не указан)                           |
| 1936        | ф   | Бродячая леди                       | Roaming Lady                 | доктор Вонг                                             |
| 1936        | ф   | Решительный джентльмен              | Two-Fisted Gentleman         | Галлахер                                                |
| 1936        | ф   | Разыскивается: Джейн Тернер         | Wanted! Jane Turner          | Фил Кроули                                              |
| 1936        | ф   | Зима на пороге                      | Winterset                    | Гарт Эсдрас                                             |
| 1936        | ф   | Ты можешь быть следующим!           | You May Be Next!             | посыльный ВМФ (в титрах не указан)                      |
| 1936        | ф   | Конец преследования                 | End of the Trail             | суровый всадник (в титрах не указан)                    |
| 1937        | ф   | Солдат и леди                       | The Soldier and the Lady     | Василий                                                 |
| 1937        | ф   | Женщина, которую я люблю            | The Woman I Love             | Бертье                                                  |
| 1937        | ф   | Удачу не купишь                     | You Can't Buy Luck           | Фрэнк Бент                                              |
| 1937        | ф   | За заголовками                      | Behind the Headlines         | Арт Мартин                                              |
| 1937        | ф   | Любовь не победить                  | You Can't Beat Love          | Луи-проныра                                             |
| 1937        | ф   | Суперсыщик                          | Super-Sleuth                 | Гиббонс                                                 |
| 1937        | ф   | Укрытие                             | Hideaway                     | Норрис                                                  |
| 1937        | ф   | Побег от славы                      | Flight from Glory            | Джонс                                                   |
| 1937        | ф   | Дерись за свою даму                 | Fight for Your Lady          | Джим Траск                                              |
| 1937        | ф   | Опасный патруль                     | Danger Patrol                | Тим                                                     |
| 1937        | ф   | Быстрые деньги                      | Quick Money                  | Эмброуз Эймс                                            |
| 1937        | ф   | Морские дьяволы                     | Sea Devils                   | Чарли, радиооператор (в титрах не указан)               |
| 1937        | ф   | Она получила всё                    | She's Got Everything         | менеджер гостиницы (в титрах не указан)                 |
| 1938        | ф   | Крах Голливуда                      | Crashing Hollywood           | Герман Тиббетс                                          |
| 1938        | ф   | Двойная опасность                   | Double Danger                | Тейлор                                                  |
| 1938        | ф   | Эти брачные дела                    | This Marriage Business       | Фрэнки Спенсер                                          |
| 1938        | ф   | Законы преступного мира             | Law of the Underworld        | Бэтси                                                   |
| 1938        | ф   | Слепое алиби                        | Blind Alibi                  | Тэггерт                                                 |
| 1938        | ф   | Святой в Нью-Йорке                  | The Saint in New York        | Хайми Фенро                                             |
| 1938        | ф   | Воздушный гигант                    | Sky Giant                    | «Ферги» Фергюсон                                        |
| 1938        | ф   | Я из большого города                | I'm from the City            | Уилли                                                   |
| 1938        | ф   | Беглецы в ночи                      | Fugitives for a Night        | Монкс                                                   |
| 1938        | ф   | Сумасшедшая мисс Ментон             | The Mad Miss Manton          | Бэт Риган                                               |
| 1938        | ф   | Запятнанный ангел                   | Tarnished Angel              | Эдвард «Эдди» Фокс                                      |
| 1938        | ф   | Закон к западу от Тумстона          | The Law West of Tombstone    |                                                         |
| 1938        | ф   | Воспитание крошки                   | Bringing Up Baby             | (в титрах не указан)                                    |
| 1938        | ф   | Выходной вечер служанки             | Maid's Night Out             | П. Х. Куин, поручитель (в титрах не указан)             |
| 1938        | ф   | Беззаботная                         | Carefree                     | оператор лифта (в титрах не указан)                     |
| 1938        | ф   | Мистер Дуддл начинает               | Mr. Doodle Kicks Off         | О'Хара, менеджер клуба (в титрах не указан)             |
| 1939        | ф   | Тихоокеанский лайнер                | Pacific Liner                | Уисхарт                                                 |
| 1939        | кор | Деньги взаймы                       | Money to Loan                | помощник Хэнли                                          |
| 1939        | ф   | Защитник из общества                | Society Lawyer               | Мерток                                                  |
| 1939        | ф   | Неожиданный отец                    | Unexpected Father            | Эд Стоун, дядя Сэнди                                    |
| 1939        | ф   | Наследие пустыни                    | Heritage of the Desert       | Снэп Торнтон                                            |
| 1939        | ф   | Новости делаются ночью              | News Is Made at Night        | Бэт Рэндолл                                             |
| 1939        | ф   | Наш ведущий гражданин               | Our Leading Citizen          | Джерри Питерс                                           |
| 1939        | ф   | Саботаж                             | Sabotage                     | Стив Баршт                                              |
| 1939        | ф   | Один час жизни                      | One Hour to Live             | Стэнли Джонс                                            |
| 1939        | ф   | Не убий                             | Thou Shalt Not Kill          | Гордон Мэвис                                            |
| 1939        | ф   | Мальчики-рабы                       | Boy Slaves                   | водитель грузовика (в титрах не указан)                 |
| 1939        | кор | История Альфреда Нобеля             | The Story of Alfred Nobel    | Альфред Нобель (в титрах не указан)                     |
| 1940        | ф   | Запомни ночь                        | Remember the Night           | окружной прокурор                                       |
| 1940        | ф   | Гроздья гнева                       | The Grapes of Wrath          | Флойд                                                   |
| 1940        | ф   | Святой берётся за дело              | The Saint Takes Over         | Кларенс «Перли» Гейтс                                   |
| 1940        | ф   | Брат «Орхидея»                      | Brother Orchid               | Ред Мартин                                              |
| 1940        | ф   | Миллионеры в тюрьме                 | Millionaires in Prison       | Окс                                                     |
| 1940        | ф   | Одна насыщенная ночь                | One Crowded Night            | Джим Эндрюс                                             |
| 1940        | ф   | Дикий автобус                       | Wildcat Bus                  | Донован                                                 |
| 1940        | ф   | К востоку от реки                   | East of the River            | Бэлми                                                   |
| 1940        | ф   | Линкольн в Иллинойсе                | Abe Lincoln in Illinois      | (в титрах не указан)                                    |
| 1941        | ф   | Святой в Палм-Спрингс               | The Saint in Palm Springs    | Кларенс «Перли» Гейтс                                   |
| 1942        | ф   | Человек, который вернулся к жизни   | The Man Who Returned to Life | Клайд Биб                                               |
| 1942        | ф   | Кто такой Хоуп Шуйлер?              | Who Is Hope Schuyler?        | Карл Спенс                                              |
| 1942        | кор | Мадеро из Мексики                   | Madero of Mexico             | Дон Франциско Мадеро                                    |
| 1942        | кор | Невероятный незнакомец              | The Incredible Stranger      | незнакомец (в титрах не указан)                         |
| 1942        | ф   | Время убивать                       | Time to Kill                 | Монаган, управляющий апартаментами (в титрах не указан) |
| 1943        | ф   | Белый дикарь                        | White Savage                 | Эрик                                                    |
| 1943        | ф   | Кража юбки                          | Petticoat Larceny            | Джо «Тинхорн» Фостер                                    |
| 1943        | ф   | Северная звезда                     | The North Star               | Иакин                                                   |
| 1943        | ф   | Три русские девушки                 | Three Russian Girls          | Тришин                                                  |
| 1944        | ф   | Это случилось завтра                | It Happened Tomorrow         | Шеп                                                     |
| 1944        | ф   | Седьмой крест                       | The Seventh Cross            | Фидлер                                                  |
| 1944        | ф   | Раса господ                         | The Master Race              | Кэтри                                                   |
| 1944        | ф   | Метка Свистуна                      | The Mark of the Whistler     | »Лимпи» Смит                                            |
| 1944        | кор | Тёмные тени                         | Dark Shadows                 | Дадли Бэджер                                            |
| 1945        | ф   | Пропавший труп                      | The Missing Corpse           | Энди Макдональд                                         |
| 1945        | ф   | Почему девушки покидают дом         | Why Girls Leave Home         | Стив Рэймонд                                            |
| 1945        | ф   | Алый всадник                        | The Scarlet Horseman         | Джим Бэннион (Алый всадник)                             |
| 1946        | ф   | Вирджинец                           | The Virginian                | Коротышка                                               |
| 1946        | ф   | Любимая из Сигма Чи                 | Sweetheart of Sigma Chi      | Фрэнки                                                  |
| 1947        | ф   | Дело Миллерсона                     | The Millerson Case           | Джад Рукстул                                            |
| 1947        | ф   | Второй шанс                         | Second Chance                | Ник                                                     |
| 1947        | ф   | Посланец мира                       | Messenger of Peace           | Питер Керл                                              |
| 1947        | ф   | Розы красные                        | Roses Are Red                | Джордж «Бастер» Кули                                    |
| 1947        | ф   | Синдбад-мореход                     | Sinbad, the Sailor           | погонщик верблюдов (в титрах не указан)                 |
| 1948        | ф   | Предпочтение отдаётся неприятностям | Trouble Preferred            | Чарли Детское личико                                    |
| 1949        | ф   | Судья                               | The Judge                    | Уиллиам Дексон                                          |
| 1949        | ф   | Мисс Норка 1949                     | Miss Mink of 1949            | дядя Ньютон                                             |
| 1949        | ф   | Следуй за мной тихо                 | Follow Me Quietly            | Овербек                                                 |
| 1949        | ф   | Могучий Джо Янг                     | Mighty Joe Young             | Смит                                                    |
| 1949        | ф   | Женщина на пирсе 13                 | The Woman on Pier 13         | Рэлстон                                                 |
| 1949        | ф   | Девушка в моём сердце               | There's a Girl in My Heart   | отец Каллаган                                           |
| 1949        | ф   | Женский секрет                      | A Woman's Secret             | модератор радиопрограмм (в титрах не указан)            |
| 1949        | ф   | Белое каление                       | White Heat                   | Рой Паркер (в титрах не указан)                         |
| 1950        | ф   | Дэви Крокетт. Индейский скаут       | Davy Crockett, Indian Scout  | Бен                                                     |
| 1950        | ф   | Бомба и скрытый город               | Bomba and the Hidden City    | Хассан                                                  |
| 1951        | ф   | Когда я вырасту                     | When I Grow Up               | Док                                                     |
| 1951        | ф   | Путешествие к свету                 | Journey Into Light           | фанатик                                                 |
| 1952        | с   | Отряд по борьбе с преступностью     | Racket Squad                 | (1 эпизод)                                              |
| 1952        | с   | Неожиданное                         | The Unexpected               | разные роли (3 эпизода)                                 |
| 1952        | с   | Чайна Смит                          | China Smith                  | Синг Хо(1 эпизод)                                       |
| 1952        | ф   | Японская военная невеста            | Japanese War Bride           | (в титрах не указан)                                    |
| 1952        | ф   | Актёры и грех                       | Actors and Sin               | Мистер Блю (в титрах не указан)                         |
| 1952        | ф   | Мошенница                           | Confidence Girl              | Уильям Поуп (в титрах не указан)                        |
| 1952 — 1953 | с   | Космический патруль                 | Space Patrol                 | разные роли (2 эпизода)                                 |
| 1953        | ф   | Юлий Цезарь                         | Julius Caesar                | гражданин Рима                                          |
| 1953        | ф   | Красивое тело                       | The Body Beautiful           | следователь                                             |
| 1953        | ф   | Грустная песня                      | Torch Song                   | Монти Рольф                                             |
| 1953        | ф   | Алмазная королева                   | The Diamond Queen            | гид                                                     |
| 1953        | с   | Театр звезд «Шлиц»                  | Schlitz Playhouse of Stars   | Истбрук (1 эпизод)                                      |
| 1953        | с   | Мистер и миссис Норт                | Mr. & Mrs. North             | Коллинс (1 эпизод)                                      |
| 1953        | с   | Твоя любимая история                | Your Favorite Story          | (1 эпизод)                                              |
| 1954        | ф   | Золотой идол                        | The Golden Idol              | принц Али Бен Махмуд                                    |
| 1954        | ф   | Апач                                | Apache                       | Сантос                                                  |
| 1954        | с   | Кульминация                         | Climax!                      | (1 эпизод)                                              |
| 1955        | ф   | Вождь Бешеный Конь                  | Chief Crazy Horse            | Червяк                                                  |
| 1955        | ф   | Суд                                 | Trial                        | Кэп Грант                                               |
| 1955        | ф   | Не как чужой                        | Not as a Stranger            | мистер Бёрк (в титрах не указан)                        |
| 1955        | с   | Солдаты удачи                       | Soldiers of Fortune          | Каджи (1 эпизод)                                        |
| 1955        | с   | Джим из джунглей                    | Jungle Jim                   | Чарльз Хансард (1 эпизод)                               |
| 1956        | с   | Звёздная сцена                      | Star Stage                   | Дженкс (1 эпизод)                                       |
| 1956        | с   | Театр научной фантастики            | Science Fiction Theatre      | разные роли (4 эпизода)                                 |
| 1957        | с   | Капитан Дэвид Гриф                  | Captain David Grief          | Ласко (1 эпизод)                                        |
| 1958 —1959  | с   | Морская охота                       | Sea Hunt                     | разные роли (2 эпизода)                                 |
| 1960        | ф   | Мальчик и пираты                    | The Boy and the Pirates      | Снайп                                                   |
| 1960        | с   | Дымок из ствола                     | Gunsmoke                     | священник (1 эпизод)                                    |

### Режиссёр
| Год        |   | Русское название          | Оригинальное название     | Роль          |
| ---------- | - | ------------------------- | ------------------------- | ------------- |
| 1952— 1953 | с | Отряд по борьбе в рэкетом | Racket Squad              | (3 эпизода)   |
| 1953       | ф | Капитан Скарфейс          | Captain Scarface          |               |
| 1954       | с | Общественный защитник     | Public Defender           | (3 эпизода)   |
| 1955       | с | Порт                      | Waterfront                | (1 эпизод)    |
| 1955       | ф | Жизнь на кону             | A Life at Stake           |               |
| 1955— 1957 | с | Театр научной фантастики  | Science Fiction Theatre   | (15 эпизодов) |
| 1955— 1957 | с | Дорожный патруль          | Highway Patrol            | (9 эпизодов)  |
| 1956 —1957 | с | Доктор Кристиан           | Dr. Christian             | (8 эпизодов)  |
| 1956 —1958 | с | Шериф Кошиза              | The Sheriff of Cochise    | (14 эпизодов) |
| 1957       | с | Люди из Аннаполиса        | Men of Annapolis          | (6 эпизодов)  |
| 1957 —1958 | с | Официальный детектив      | Official Detective        | (7 эпизодов)  |
| 1958       | с | Калифорнийцы              | The Californians          | (5 эпизодов)  |
| 1958       | с | Территория Тумстон        | Tombstone Territory       | (1 эпизод)    |
| 1959       | с | Маршал США                | U.S. Marshal              | (6 эпизодов)  |
| 1959       | с | Шугарфут                  | Sugarfoot                 | (1 эпизод)    |
| 1959       | с | Кольт 45-го калибра       | Colt .45                  | (2 эпизода)   |
| 1959       | с | Сажать в тюрьму           | Lock Up                   | (1 эпизод)    |
| 1959—1960  | с | Представитель закона      | Lawman                    | (3 эпизода)   |
| 1960       | с | Морская охота             | Sea Hunt                  | (2 эпизод)    |
| 1960       | ф | Тесс из страны штормов    | Tess of the Storm Country |               |